# Aeródromo de Mahahual
El Aeródromo de Mahahual ó Aeropuerto Regional de Mahahual (Código DGAC: MHL) es un pequeño aeropuerto ubicado a 2 km al norte de Mahahual en el Municipio de Othón Pompeyo Blanco y es operado por la empresa semigubernamental VIP Servicios Aéreos Ejecutivos. Cuenta con una pista de aterrizaje asfaltada de 1,280 metros de largo y 30 metros de ancho además de una plataforma de 41x58 metros (2,378 metros cuadrados). Actualmente solo opera aviación general y para comodidad de los usuarios cuenta con sala de espera y baños.

## Accidentes e incidentes
- El 25 de enero de 2017 una aeronave Piper PA-32R Saratoga con matrícula XB-OBB despegó del aeropuerto de Mahahual para realizar un vuelo recreativo con turistas extranjeros. la aeronave sufrió problemas mecánicos durante el ascenso por lo que el piloto intentó regresar al aeródromo al cual la aeronave no logró llegar y se tuvo que realizar un aterrizaje forzoso en la playa. los 5 ocupantes sobrevivieron.[4][5]

- El 12 de mayo de 2019 una aeronave Cessna 210N con matrícula XB-OYJ despegó del Aeródromo de Mahahual para realizar un vuelo de pruebas tras la sustitución de algunos componentes, sin embargo la aeronave tuvo problemas durante su ascenso, lo que causó que cayera en picada estrellándose a unos metros del aeropuerto y matando al piloto y al mecánico.[6][7]